# Pakosławice (stacja kolejowa)

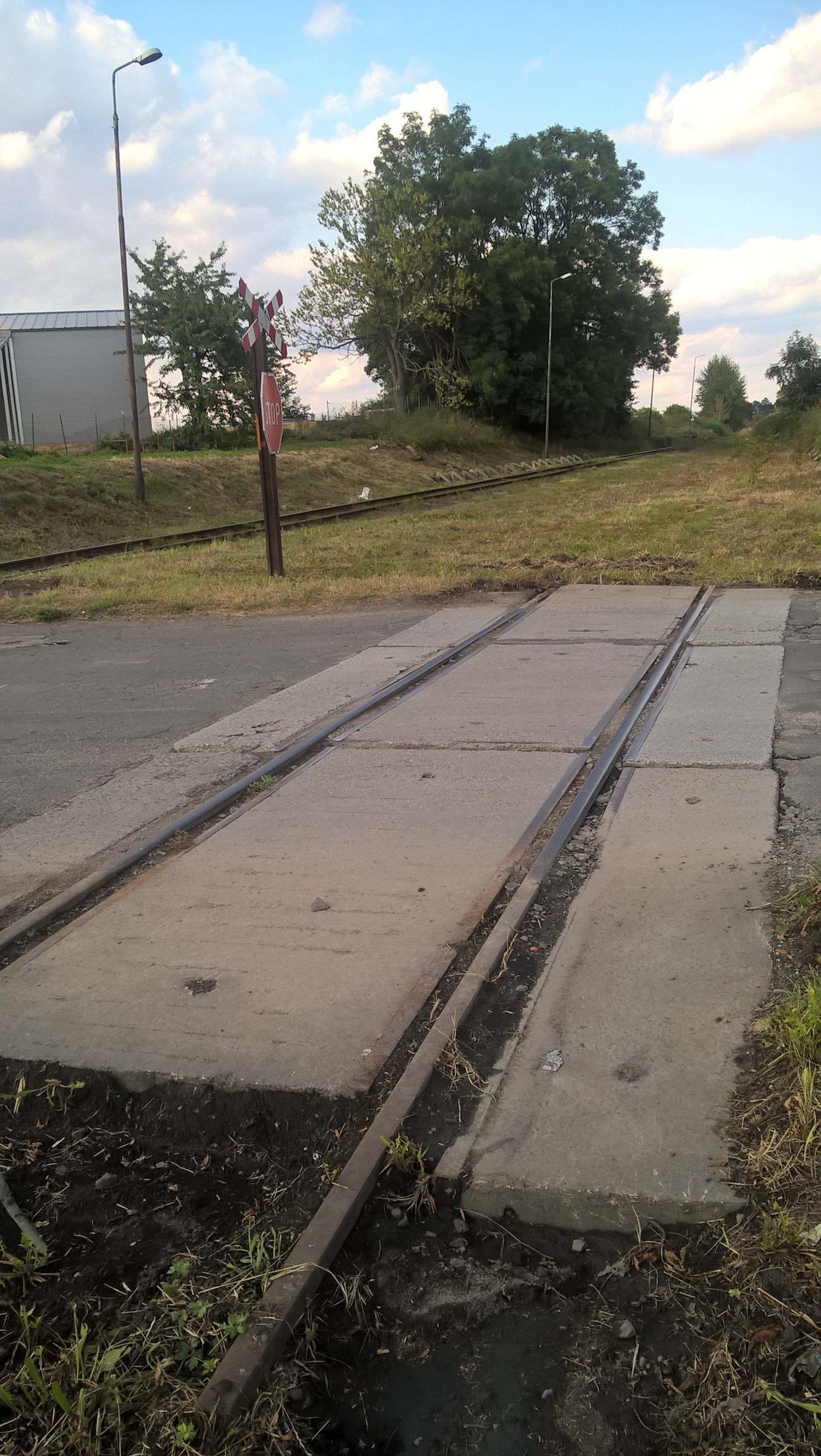
Pozostałości drugiego toru linii kolejowej nieopodal stacji

Pakosławice – przystanek osobowy w Pakosławicach w województwie opolskim, w powiecie nyskim, w gminie Pakosławice, w Polsce.

## Ruch pasażerski
W roku 2017 przystanek obsługiwał 10–19 pasażerów na dobę. W roku 2022 dobowa wymiana pasażerska na stacji wynosiła 20-49 pasażerów.